# ماورن
ماورن (به آلمانی: Mauren) شهری در منطقه آنترلند کشور لیختن‌اشتاین است که ۷٬۵ کیلومتر مربع مساحت دارد و جمعیت آن در سال ۲۰۰۵ میلادی ۳۶۴۹ نفر بوده‌است.